# ケリン・ジョーンズ
ケリン・ジョーンズ（Celyn Jones、1979年6月4日 - ）はウェールズ出身のイギリス人俳優、脚本家、映画プロデューサー。

## 略歴
生まれも育ちもウェールズのアングルシー島で、父親は船乗り、母親はパン職人。15歳でマンチェスター・ユースシアターに通い、18歳で奨学金をもらってオックスフォード演劇学校に入学、卒業後はテレビドラマを中心に活動している。
2018年のジェラルド・バトラー主演映画『バニシング』では製作総指揮と脚本を務めている。

### 私生活
女優ケイト・ドリューと2006年に結婚。

## 主な出演作品
- シャクルトン Shackleton (2002) ※テレビミニシリーズ
- グランジヒル Grange Hill (2004) ※シーズン27に準レギュラー出演
- 名犬ラッシー Lassie (2005)
- 秘密情報部トーチウッド Torchwood (2006) ※テレビシリーズ、ゲスト出演
- カジュアリティー Casualty (2007, 2010, 2011) ※テレビシリーズ、3エピソードにゲスト出演（全て異なる役）
- ザ・ビル The Bill (2010) ※シーズン26にゲスト出演
- LAW & ORDER: UK Law & Order: UK (2010) ※テレビシリーズ、ゲスト出演
- 犯罪捜査官アナ・トラヴィス Above Suspicion (2010 - 2012) ※テレビシリーズ、シーズン2以降
  - シーズン2: 模倣犯 The Red Dahlia (2010)
  - シーズン3: 消された顔 Deadly Intent (2011)
  - シーズン4: 孤独な叫び Silent Scream (2012)
- 刑事ジョー パリ犯罪捜査班 Jo (2013) ※テレビシリーズ、レギュラー出演
- シェイムレス Shameless (2013) ※シーズン11にゲスト出演
- アガサ・クリスティー ミス・マープル Agatha Christie's Marple (2013) ※シーズン6にゲスト出演
- 孤高の警部 ジョージ・ジェントリー Inspector George Gently (2014) ※シーズン6にゲスト出演
- 新米刑事モース〜オックスフォード事件簿〜 Endeavour (2014) ※シーズン2にゲスト出演
- ダ・ヴィンチと禁断の謎 Da Vinci's Demons (2013 - 2014) ※テレビシリーズ、ゲスト出演
- マリリンヌ Maryline (2017)
- エジソンズ・ゲーム The Current War (2017)
- 世界の涯ての鼓動 Submergence (2017)
- 赤い闇 スターリンの冷たい大地で Mr. Jones (2019)
- シックス・ミニッツ・トゥ・ミッドナイト Six Minutes to Midnight (2020) ※兼 製作総指揮、原案・脚本
- ボブという名の猫2 幸せのギフト A Christmas Gift from Bob (2020)

## その他の作品
- バニシング Keepers (2018) ※製作総指揮、脚本
- チア・アップ! Poms (2019) ※プロデューサー